# 马伦·费尔德海斯
玛格达莱娜·约翰娜·玛丽亚·“马伦”·费尔德海斯（荷蘭語：Magdalena Johanna Maria "Marleen" Veldhuis，1979年6月29日—），荷兰女子游泳运动员。她是前50米自由式世界紀錄保持者（長池），時間為24秒09，她現時和隊友一起保持4x100地自由式接力紀錄，刷新地點是燕豪芬舉行的歐洲游泳錦標賽2008（長池）。她亦是50米自由式短池的世界紀錄保持者，時間為23秒58，由2007年11月17日一直保持至現在。在之前，她贏得2004年世錦賽50米自由式短池的金牌和代表荷蘭隊於2006年世錦賽取得4×100米自由式的金牌。

## 早期生活
费尔德海斯出生於荷蘭的博尔讷。她在荷蘭東部成長。

## 游泳生涯
费尔德海斯是前水球運動員。
她贏得2004年世錦賽50米自由泳金牌，擊敗澳洲的莉比·蘭頓和瑞典的艾沙馬。2004年奧運會，她夥拍隊友英厄·德布勒因、英厄·德克尔和格魯特贏得4x100米自由式接力銅牌。她在短池的賽事亦很成功，在世界盃50米自由式游得24秒07。
2006年世錦賽，夥拍格魯特、欣克琳·斯赫勒德和英厄·德克尔的她，贏得4x100米自由式接力金牌並打破世界紀錄。
柏林舉行的2007年世界盃系列賽，她打破瑞典的艾沙馬保持的50米自由式世界紀錄23秒59，她游得23秒58。
燕豪芬舉行的2008年歐錦賽(長池)，她打破2004退休的英格·德布鲁因於2000年保持的50米自由式紀錄。她夥拍英厄·德克尔、拉诺米·克罗莫维焦约和費姆克·海姆斯凱克，打破4x100米自由式接力世界紀錄，時間為3分33秒62。
2008年北京奧運，她夥拍英厄·德克尔、拉诺米·克罗莫维焦约和費姆克·海姆斯凱克贏得4x100米自由式金牌，游出時間只比她們之前保持的世界紀錄慢0.14秒。

## 外部連結
- 世界排名 profile （页面存档备份，存于）

| 前任： 艾沙馬      | 女子50米自由式世界紀錄(長池)保持者 2007年11月17日 – 現在         | 繼任： 現任        |
| 前任： 恩赫·迪布恩 | 女子50米自由式世界紀錄(長池)保持者 2008年3月24日 – 2008年3月29日 | 繼任： 莉比·卓基特 |
| 獎項               |                                                                  |                    |
| 前任： 馬列·連斯達 | 阿姆斯特丹年度最佳運動員 2004                                    | 繼任： 雲歐本      |
| 前任： 伊倫·胡斯特 | 荷蘭年度最佳運動員 2007                                          | 繼任： 現任        |